# Franco Alfano
Franco Alfano, italijanski skladatelj, * 8. marec 1875, Posillipo blizu Neaplja, Italija, † 27. oktober 1954, San Remo.
Alfano je bil direktor konservatorija v Bologni in Torinu.
Po Puccinijevi smrti je dokončal njegovo opero Turandot.

## Dela
- opere (izbor):

- Miranda (1896)
- Vstajenje (1904)
- Cyrano de Bergerac (1936)

- baleti
- simfonije